# Make love, not war

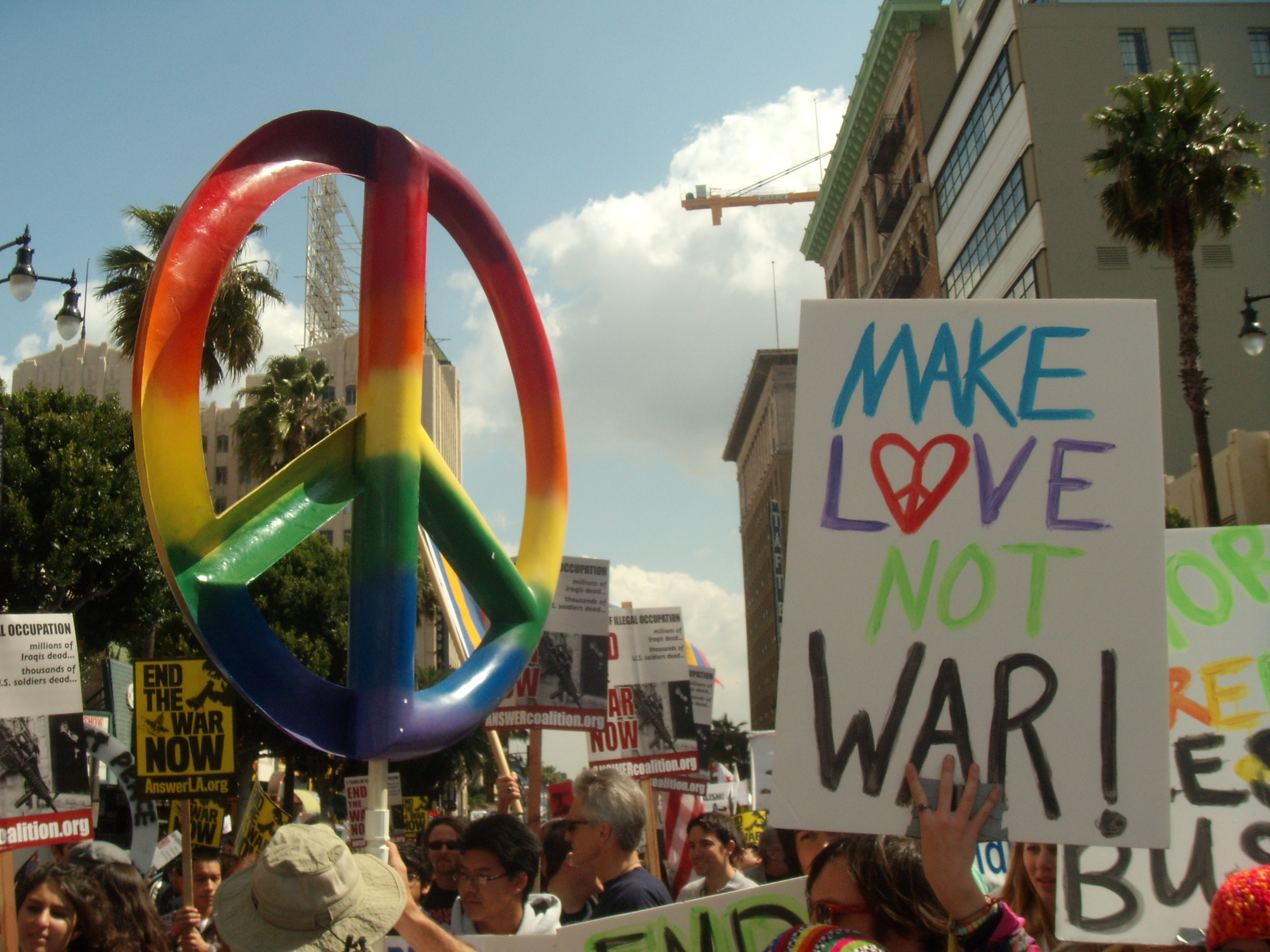
Демонстрація проти війни в Іраку, 2008

Кохайтеся, а не воюйте (англ. Make love, not war) — антивоєнне гасло, приурочене до війни у В'єтнамі.

## Народження гасла
Існує думка, що фраза була вперше озвучена Джоном Ленноном в останньому рядку його пісні «Mind Games». Однак насправді «творцем» фрази по праву вважається Гершон Легман (1917—1999) — соціальний критик і фольклорист. Вважається, що вона була вимовлена під час лекції в Університеті Огайо у 1963 році.

## Використання у попкультурі
- Слоган був використаний у двох піснях 1973 року: «Mind Games» Джона Леннона і «No More Trouble» Боба Марлі;
- Фігурує в пісні 1988 року «A Little Respect» Erasure;
- У фільмі 1989 року «Поле його мрії» цю фразу вигадав вигаданий персонаж Теренс Манн;
- Персонаж Поп з футуристичного мюзиклу групи Queen 2002 року «We Will Rock You» на початку шоу кричить: «Make love, not war!»[2];
- У фільмі 2019 року Месники: Фінал" у своєму камео Стен Лі, проїжджаючи на своїй машині повз солдатів, вигукує: «Займайтеся коханням, а не війною!»[3][4].